# Hogna petiti
Hogna petiti är en spindelart som först beskrevs av Simon 1876.  Hogna petiti ingår i släktet Hogna och familjen vargspindlar.
Artens utbredningsområde är Kongo. Inga underarter finns listade i Catalogue of Life.